# Klaus Weber
Klaus Weber (Łódź, 5 de abril de 1936 – Gotinga, 8 de agosto de 2016) foi um cientista alemão que fez muitas contribuições de importância fundamental para a bioquímica, biologia celular, e biologia molecular, e foi por muitos anos o diretor do Laboratório de Bioquímica e Biologia Celular da Instituto de Química Biofísica Max Planck, em Gotinga, Alemanha.